# Vofkori György
Vofkori György (Brassó, 1938. január 20. – Székelyudvarhely, 2016. október 2.) erdélyi magyar hely- és művelődéstörténész, pedagógiai szakíró. Vofkori József (1936–1998) és Vofkori László (1944–2008) testvére, Vofkori Mária (1962) apja.

## Életútja, munkássága
Székelyudvarhelyen végezte középiskoláit, utána a BBTE-n szerzett történelem szakos tanári diplomát 1960-ban. 1972-ig Zetelakán, majd a székelyudvarhelyi Tompa László Általános Iskolában tanított nyugdíjazásáig (1998).
Pedagógiai, néprajzi, hely- és művelődéstörténeti írásait hazai lapokban (Hargita, Ifjúmunkás, Hídfő, Székelység, Székely Útkereső) közölte. 1974-től Udvarhelyszék hely-, kultúr- és gazdaságtörténeti felmérését végezte el; a városban és a környéken szinkronszöveges diapozitívjaival kísérte tanártársával, Szabó Barnával közös honismereti előadásait.
Fontosabb írásai:
- Székely gőzös: Héjjasfalva – Székelyudvarhely (Székely Útkereső, 1991/3);
- A petróleumlámpától a villanytelepig (Székely Útkereső, 1991/4–6);
- A székelyudvarhelyi kórház (Areopolis, 2001. 185–205).

A Székelyudvarhelyi Haáz Rezső Kulturális Egyesület tagja. Helytörténeti kutatásait utóbb egy-egy székelyföldi város múltjának vizsgálatára koncentrálta; a városok múltját helyi fényképészek fotóival is illusztrált, igényes kiállítású „képes várostörténet”-ekben elevenítette meg, utcáról utcára mutatva be a változó arculatot, majd ugyancsak fényképekkel gazdagon dokumentált fejezetekben a kiválasztott város művelődési, művészeti, gazdasági és sportéletét.

## Kötetei
- Székelyudvarhely. Várostörténet képekben (Kv. 1995; 2. bővített kiadás uo. 1998; 3. kiadás két kötetben 2009)
- Székelykeresztúr képes története (uo. 2002)
- Gyergyószentmiklós. Várostörténet képekben. Gyilkos-tó, Békás-szoros; Polis, Kolozsvár, 2004
- Csíkszereda és környéke (Békéscsaba, 2007)
- Csíkszereda és Csíksomlyó képes története; Typografika, Békéscsaba, 2007
- Székelyudvarhely. Várostörténet képekben; 3. bőv. kiad.; Typografika, Békéscsaba, 2009

## Díjak, elismerések
1998-ban a város történetével kapcsolatos tudományos és ismeretterjesztő munkásságáért elnyerte Székelyudvarhely város Pro Urbe Díját, tanári munkája elismeréséül pedig a Romániai Magyar Pedagógusok Szövetsége Ezüstgyopár díját.